# Jardín del administrador humilde
El Jardín del administrador humilde (chino: 拙政园|t=拙政園; pinyin: Zhuōzhèng Yuán) es un destacado jardín chino de la ciudad de Suzhou. El jardín se encuentra en el número 178 de la calle Dongbei (东北街178号). Con 51 950 m², es el mayor jardín de Suzhou y muchos lo consideran uno de los más bellos del sur de China. En 1997, Zhuozheng Yuan, junto con otros jardines clásicos de Suzhou, fue proclamado Patrimonio de la Humanidad por la UNESCO. 

## Historia

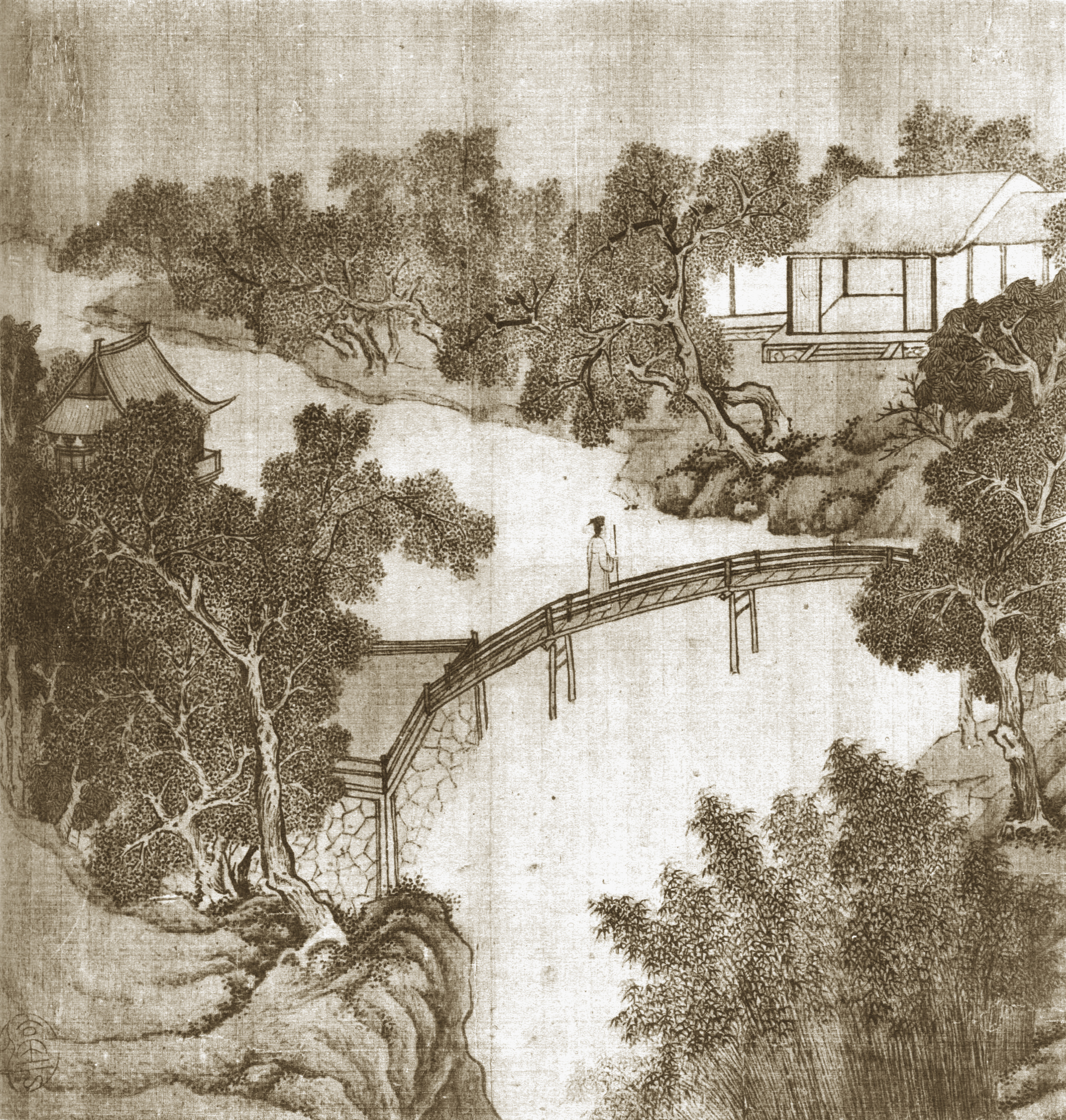
Boceto del jardín, por Wen Zhengming

En este lugar de Zhuozhengyuan se construyó primero un jardín durante el período Shaoxing (1131-1162) de la dinastía Song meridional. Después cambió de propietarios, y fue destruido o modificado continuamente. Fue la residencia y jardín de Lu Guimeng, un erudito de la dinastía Tang. Más tarde, en la dinastía Yuan se convirtió en el jardín del templo Dahong.
En 1513, Wang Xiancheng, un enviado imperial y poeta de la dinastía Ming creó un jardín en el lugar del arruinado templo Dahong que había ardido durante la conquista Ming. En 1510, se había retirado a su ciudad natal de Suzhou con ocasión de la muerte de su padre —ya había experimentado una tumultuosa vida oficial llena de altibajos y abandonado su último cargo de magistrado del condado de Yongjia en la provincia de Zhejiang— y empezó a trabajar en el jardín. Este jardín, que pretendía expresar su refinado gusto, recibió gran atención por parte de un renombrado artista, originario de Suzhou, y amigo, Wen Zhengming. El jardín recibió su nombre (la primera evidencia es de alrededor de 1517) de un verso del famoso erudito oficial de la dinastía Jin, Pan Yue, en su prosa, Una vida desocupada, «Disfruto de una vida despreocupada plantando árboles y construyendo mi propia casa... Riego mi jardín y cultivo mis propias verduras para comer... es la vida que se ajusta bien a un oficial retirado como yo». Este verso simbolizaba el deseo de Wang de retirarse de la política y adoptar una forma de vida ermitaña a la manera de Tao Yuanming. En la prosa rítmica de Xianju, escribe: «Esta es la manera de gobernar para un político sin éxito». Tardó 16 años en terminarlo, hasta 1526. Wen Zhenming escribió un ensayo Notas del Jardín del humilde administrador de Wang, y pintó Paisajes del jardin del humilde administrador en 1533 incluyendo 31 pinturas y poemas para celebrar el jardín. Wen produjo un segundo álbum de ocho hojas mostrando lugares del jardín en 1551, con diferentes vistas pero los mismos poemas que en 1533.

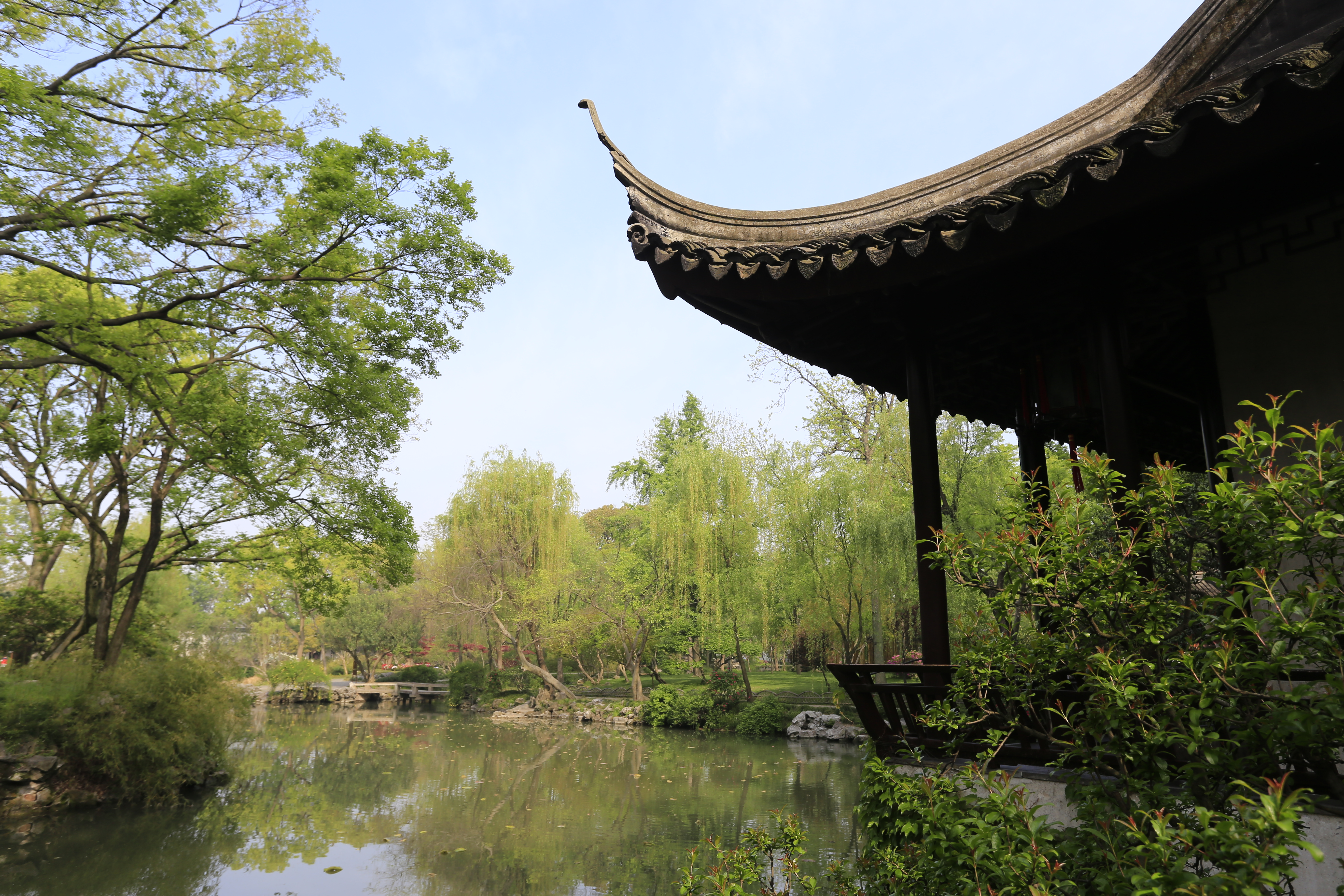
Jardín oriental (Viviendo el retorno al campo)

El hijo de Wang perdió el jardín por deudas de juego, y desde entonces ha cambiado de manos varias veces. En 1631 el jardín oriental fue separado del resto y comprado por Wang Xinyi, viceministro del consejo de justicia. Añadió muchas modificaciones a lo largo de los siguientes cuatro años, acabando el trabajo en 1635. Al terminarlo, fue rebautizado como Viviendo el retorno al campo (歸田園居). El jardín central fue adquirido por Jiang Qi, gobernador de Jiangsu en 1738. Después de amplias renovaciones lo rebautizó como "Jardín reconstruido". En 1860, se convirtió en la residencia de un príncipe Taiping, Li Xiucheng, y fue remodelado, y el aspecto actual se dice que procede de esta época. También en 1738 el jardín occidental fue adquirido por Ye Shikuan, historiador jefe, quien lo rebautizó como "El jardín de los libros". El jardín de los libros fue adquirido por un comerciante de Suzhou, Zhang Lüqian, en 1877 y le cambió el nombre por el de "Jardín subsidiario".  En 1949 las tres partes del jardín fueron unidas por el gobierno chino y posteriormente abiertas al público, luego restauradas en 1952. En 1997 el jardín adquirió el estatus de Patrimonio de la Humanidad, protegido por la UNESCO.
Se supone que Cao Xueqin, autor del Sueño en el pabellón rojo, vivió en el jardín durante sus años de adolescente. Entre los eruditos chinos, se cree que gran parte del jardín de su novela Sueño en el pabellón rojo se inspira en el escenario del Jardín del administrador humilde.

## Diseño

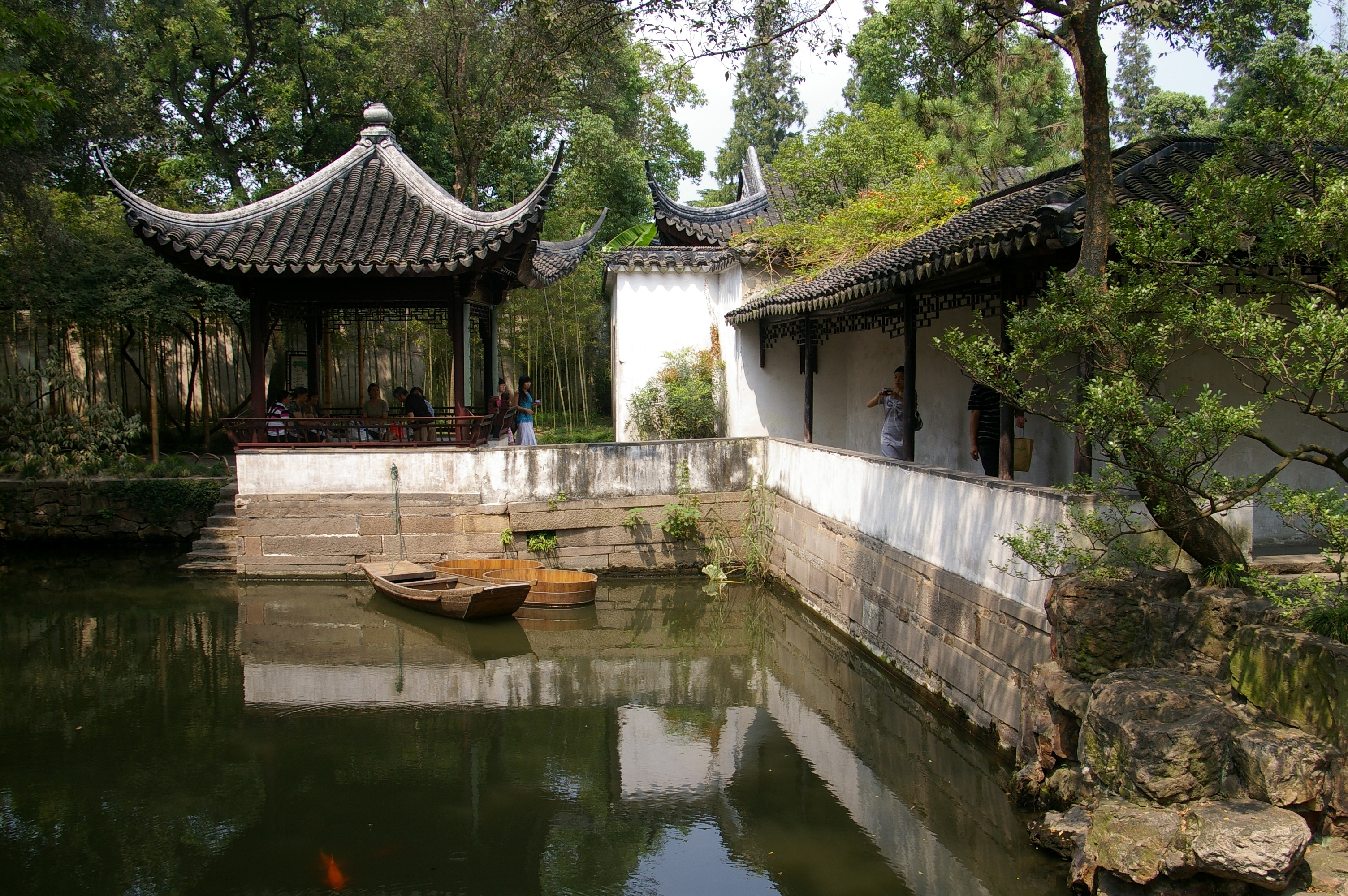
El Jardín del administrador humilde.

El jardín contiene numerosos pabellones y puentes colocados en un laberinto de piscinas e islas conectados. Está formado por tres grandes partes colocadas en torno a un gran lago: la parte central (Zhuozheng Yuan), la parte oriental (en el pasado llamado Guitianyuanju, Viviendo al regreso al campo), y una parte occidental (el Jardín suplementario). La casa queda al sur del jardín. En total, el jardín contiene 48 edificios diferentes con 101 tabletas, 40 estelas, 21 árboles viejos preciosos y más de 700 penjing/penzai al estilo de Suzhou. Según Lou Qingxi, comparado el estilo del periodo Zhenghe en la dinastía Ming, el jardín «ahora tiene más edificios e islotes», y aunque le falta un sentimiento "elevado", es "aún una obra maestra de trabajo meticuloso". Liu Dunzhen que juzgó que la disposición de las rocas y el agua en las lagunas del tercio central pudo haber tenido sus orígenes en la época Qing temprana. El tercio occidental conserva la disposición de finales del siglo XIX, mientras que el tercio oriental ha visto varias renovaciones desde entonces. Pero Craig Clunas cree que incluso esto es irracionalmente optimista, y subraya que Liu Dunzhen y otros tendían a implicar que, «a pesar de las vicisitudes de la historia, hay una continuidad a un nivel mucho más importante de esencia».
Jardín oriental: Compuesto de unos pocos edicios alrededor de un gran prado central con laguna. El prado está rodeado por un bosquecillo de lila de las Indias que es una alusión al secretariado de estado de la dinastía Tang que era apodado el "Departamento de la lila de las Indias".
Jardín central: Esta sección está compuesta por muchas escenas dispuestas alrededor de una laguna de "ola que surge". Dentro de la laguna hay tres islas que recrean el escenario de islas de hadas del mar oriental (véase Penglai).
Jardín occidental: Esta parte es sólo la mitad del tamaño de la parte central, y también está dominada por agua. La laguna va de norte a sur, y en la parte central se alza un islote. Aunque pequeño, está planeado con meticulosidad y precisión. Los edificios, aunque numerosos, no se amontonan, las pequeñas montañas y estanques no dan una impresión apretada.